# ازمکی کوهسری
ازمکی کوهسری (نام علمی: Draba siliquosa) نام یک  گونه از سرده ازمکی است.